# Gare de Pikwitonei
La gare de Pikwitonei à Pikwitonei est desservie par Via Rail Canada. C'est une gare sans personnel.